# Nattevagten 2 - Dæmoner går i arv
Nattevagten – Dæmoner går i arv (estrenada internacionalment com Nightwatch: Demons Are Forever) és una pel·lícula de terror psicològica danesa dirigida per Ole Bornedal. L'estrena va tenir lloc al BFI Festival de Cinema de Londres de 2023 a la secció "Cult", Es va estrenar als cinemes alemanys el 16 de maig de l'any següent. La pel·lícula té lloc tres dècades després que la seva predecessora L'ombra de la nit, que va marcar el gran avenç de Bornedal i l'actor principal Nikolaj Coster-Waldau el 1994. La filla de Bornedal Fanny ara ocupa el paper principal com a filla de Coster-Waldau a la pel·lícula.

## Argument
La sèrie d'assassinats durant la feina temporal de Martin com a vigilant nocturn al departament de medicina forense encara persegueix la seva família trenta anys després. Tanmateix, la seva filla Emma decideix finançar els seus estudis de medicina de la mateixa manera. Quan s'assabenta que l'assassí d'aleshores encara és viu, vol visitar-lo a la presó i així enfrontar-se al seu trauma familiar. Al principi, el troba cec i apàtic en una cel·la fosca d'aïllament. Poc després, comença una altra sèrie d'assassinats al seu lloc de treball nocturn, que porta una vegada més la signatura de la reclusa. Juntament amb el seu amic Frederik, l'Emma fa investigacions privades.

## Repartiment
- Fanny Bornedal: Emma
- Nikolaj Coster-Waldau: Martin
- Kim Bodnia: Jens
- Sonny Lindberg: Sofus
- Ulf Pilgaard: inspector detectiu Wörmer
- Alex Høgh Andersen: Frederik
- Sonja Richter: Gunver
- Paprika Steen: Inspector Kramer

## Crítica
Quan la pel·lícula es va estrenar als cinemes el 14 de desembre de 2023, la premsa danesa va quedar molt impressionada. Tot i que ja es coneixia la seva predecessora, les cicatrius i els traumes dels seus personatges fonamenten la pel·lícula.
A nivell internacional, les reaccions van ser més suaus, cosa que també es reflecteix en les avaluacions dels agregadors estatunidencs. Rotten Tomatoes registra crítiques predominantment positives i, en conseqüència, classifica la pel·lícula com a "Fresca". Segons Metacritic, les puntuacions de la mitjana aritmètica són "Mixtes o mitjanes".
| «                                      | Per descomptat […] [Nightwatch 2] no arriba a la complexitat de la primera part. Però la manera com Bornedal reorganitza i amplia els elements familiars és molt emocionant i entretinguda. | » |
| — Cornelis Hähnel, Rolling Stone 05/24 | |   |

El Filmdienst, en canvi, es va mantenir crític. Per diferenciar-se de la seva predecessora, Bornedal dedica tant de temps a "reflexionar sobre el trauma generacional i la dinàmica autor-víctima […] que no queda gaire de la pel·lícula de terror que també vol ser Nightwatch 2".